# Chloraea disoides
Chloraea disoides är en orkidéart som beskrevs av John Lindley. Chloraea disoides ingår i släktet Chloraea och familjen orkidéer.

## Underarter
Arten delas in i följande underarter:
- C. d. disoides
- C. d. picta